# Boards of Canada
Boards of Canada er en skotsk elektronisk musik-duo bestående af brødrene Michael Sandison (født 1. juni 1970) og Marcus Eoin (født 21. juli 1971). De har med begrænset reklame og få interview udgivet en række værker af hvilke de mest berømte er Music Has the Right to Children, Geogaddi og The Campfire Headphase. Musikken minder om de varme, kunstige lyde fra 1970'ernes fjernsyn. Sandison og Eoin har indrømmet at være inspireret af dokumentarfilmene af National Film Board of Canada, hvorfra også gruppens navn stammer. Duoen har også indspillet få mindre værker under navnet Hell Interface.

## Studieudgivelser
- 1987: Catalog 3 – (Music70)
- 1989: Acid Memories – (Music70)
- 1992: Closes Volume 1 – (Music70)
- 1994: Play By Numbers – (Music70)
- 1994: Hooper Bay – (Music70)
- 1995: Twoism – (Music70)
- 1996: Boc Maxima – (Music70)
- 1996: Hi Scores – (Skam)
- 1998: Music Has the Right to Children – (Warp/Skam)
- 2000: In A Beautiful Place Out In The Country – (Warp)
- 2002: Geogaddi – (Warp/Music70)
- 2005: The Campfire Headphase – (Warp)
- 2006: Trans Canada Highway – (Warp)
- 2013: Tomorrow's Harvest – (Warp)

## Ekstern henvisning
- Officiel hjemmeside